# Islas Rennell
Le Islas Rennell sono due isole del Cile meridionale situate a nord dello stretto di Magellano (oceano Pacifico). Appartengono alla regione di Magellano e dell'Antartide Cilena, alla provincia di Última Esperanza e al comune di Natales. Fanno parte dell'arcipelago Regina Adelaide.

## Geografia
Le isole Rennell sono situate sul lato nord-est dell'arcipelago separate l'una dall'altra da un canale stretto e tortuoso. L'asse maggiore di entrambe le isole corre da nord-ovest a sud-est con una lunghezza totale di 44 miglia, la loro larghezza massima è di circa 6 miglia. Sono limitate a nord e a est dal canale Smyth che le separa dalle isole Piazzi, Taraba e Hunter. A ovest, i canali Uribe e Cutler le separano da molte isole di varie dimensioni.
- Isola Rennel settentrionale, ha una superficie di 303 km², lo sviluppo costiero è di 164,8 km[1]. La sua estremità nord si chiama capo Dispatch. Sulla costa occidentale si apre l'insenatura di l'Abra Honda con la baia Rennell.
- Isola Rennell meridionale, ha una superficie di 339,7 km², lo sviluppo costiero è di 146,9 km[2]. L'estremità sud dell'isola si chiama capo Palmer. Nel settore sud-orientale si trova la baia Welcome al cui interno ci sono porto Mardon e la baia Open.